# Садки (Москва)

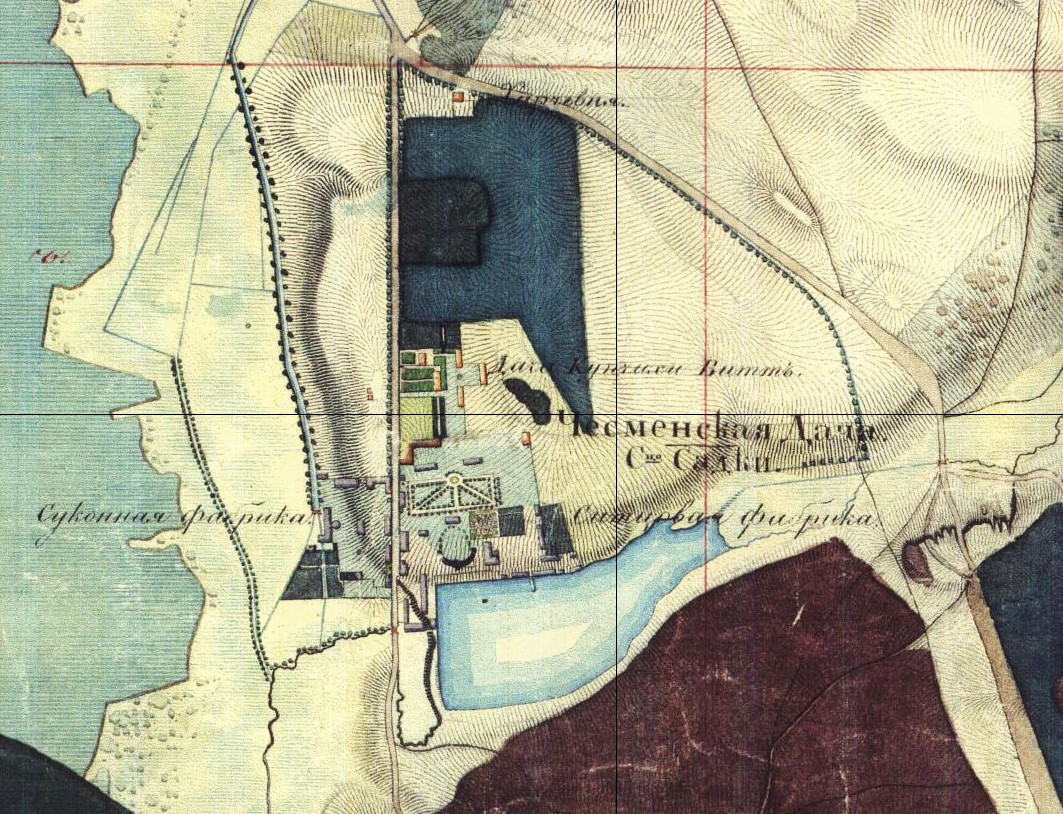
Село Садки на топографической карте Москвы 1838 года.

Садки — бывшая деревня в России, вошедшая в состав Москвы в 1960 г. Находилась на территории современного района Текстильщики.

## История названия
Деревня получила название Садки в связи с тем, что в пруду, находящемся на её территории, разводили рыбу в специальных садках.

## История
Деревня впервые упоминается в XVI в. как небольшая деревня Курсаково, Гавшино тож. В Смутное время она превратила в пустошь и была снова заселена только к концу XVII в., когда её владельцами стали священники кремлёвского Успенского собора.
В 1718 г. император Пётр I отобрал Садки у священников и передал князю И. Ю. Трубецкому. Достоверных сведений о том, что было в имении при И. Ю. Трубецком почти нет. Его внучка Екатерина Дмитриевна Голицына (урождённая Кантемир) распорядилась построить в Садках двухэтажный дом с мезонином, укрепить плотину и расширить пруд. На мельнице была устроена полотняная фабрика, принадлежавшая купцу Н. С. Дьякову.
Во второй половине XVIII в. Садки были подарены графу Алексею Григорьевичу Орлову-Чесменскому после победы над турками при Чесмене. При нем в 1774 г. была построена усадьба по проекту Василия Ивановича Баженова. Усадьба славилась прудами и большой конюшней, где хозяин держал великолепных орловских скакунов.
В 1800 г. Садки принадлежали родственнику Голицыных — графу Алексею Гавриловичу Головкину, а затем имением стал владеть генерал Александр Чесменский, внебрачный сын графа Алексея Григорьевича Орлова-Чесменского. Именно тогда Садки стали именовать также Чесменской дачей.
Незадолго до смерти Чесменский продал Садки Ивану Христиановичу Цемшу, который был штаб-лекарем коллежским советником, и его жене Ольге Ивановне. В 1826 г. из-за долгов О. И. Цемш продала часть деревни, находившуюся у пруда, вдове купца Витта.
В 1832 г. также пришлось продать земли на речке Гравороновке. Владельцем стал выходец из Чехии купец 3-й гильдии Игнатий Иванович Музыль (Музиль), который построил шерстоотделочную фабрику.
Сохранилось воспоминание от 1840 г.:

«достигаете вы какого-то странного промышленного городка, столпившегося у плотины озера, и видите направо и налево красивые домики хозяев, с садиками, перемешанные с безобразными фабричными строениями, кривыми, слепыми, безоконными. Бывшее имение распродали по частям, лес вырубили, а в самой усадьбе обосновалась фабрика».
В 1849 г. купец Н. Ф. Китаев купил земли у Витт, он планировал построить здесь дачи, но из-за близости фабрик от этой идеи пришлось отказаться. В итоге он продал земли в Садках мещанам Мочалкиным.
В 1838 г. часть земель у пруда приобрел купец 2-й гильдии К. Ф. Остеррид, который устроил здесь бумажно-набивную фабрику. Потом её перестроил московский купец 2-й гильдии Карл-Адольф Аибиш, проживавший в это время с семьёй на Чесменской даче.
В 1881 г. на Курской железной дороге была открыта станция Чесменская.
С 1885 г. владельцами фабрикой была семейная пара: дочь прежних хозяев Эмилия Карловна и её муж Мартин Иванович Меттик, ставший купцом 2-й гильдии. В начале XX в. на фабрике работали 150 мужчин и 15 женщин.
В середине XIX в. на землях деревни началось строительство Курской железной дороги, часть земель отдали в аренду овощеводам, которые выстроили там теплицы и парники.
После революции фабрика была закрыта. На территории деревни были построены дома отдыха профсоюза текстильщиков, в них отдыхали ветераны и инвалиды труда. В 1925 г. поселок и железнодорожную платформу переименовали в «Текстильщики».